# Giovanna Martelli
Giovanna Martelli (Torino, 15 dicembre 1963) è una politica italiana.

## Biografia

### Vicepresidente della Provincia di Mantova
Nel mese di giugno 2011 è stata nominata Vicepresidente della Provincia di Mantova con delega alle Politiche del Lavoro, Giovanili e Cooperazione Internazionale.

### Deputata nella XVII legislatura
Alle elezioni politiche del 2013 viene eletta deputata della XVII legislatura della Repubblica Italiana nella circoscrizione Lombardia 3 per il Partito Democratico.
Componente della Commissione Lavoro della Camera dei Deputati, nutre particolare interesse per gli ambiti legati all’occupazione femminile e giovanile.
In particolare:
- è stata la prima firma di un emendamento introdotto nella Legge 10 dicembre 2014, n. 183, il congedo retribuito per le donne lavoratrici vittime di violenza
- ha seguito da Relatrice di Maggioranza il D.Lgs. 15 giugno 2015, n. 80 “Misure per la conciliazione delle esigenze di cura, di vita e di lavoro, in attuazione dell’art. 1, commi 8 e 9 della legge 10 dicembre 2014, n. 183
- nell’ambito dell’approvazione della Legge “Buona Scuola”, è stata la prima firmataria di un emendamento introdotto all’art.1 il comma 16, finalizzato al contrasto delle discriminazioni e del riconoscimento delle pari opportunità in tutte le scuole di ogni ordine e grado

Ha partecipato all’attuazione della Strategia Nazionale di Inclusione Rom, Sinti e Camminanti. In tal senso ha depositato la proposta di legge per il riconoscimento delle minoranze rom e sinti e la proposta per la costituzione di una commissione parlamentare d'inchiesta sulla gestione dei campi rom e gli intrecci con Mafia Capitale.
Dall'ottobre 2014 al novembre 2015 ha svolto il ruolo di consiglierà per le pari opportunità del Presidente del Consiglio Matteo Renzi. Ha gestito il coordinamento del lavoro per la scrittura del primo piano nazionale straordinario contro la violenza contro le donne e del primo piano nazionale contro il traffico di esseri umani.
Dal 2014 al 2018 è stata componente della Commissione Interparlamentare Italia-Colombia. Ha seguito la sottoscrizione e l'attuazione degli accordi di pace tra governo colombiano e FARC, con particolare riferimento alla riparazione integrale delle vittime di violenza contro le donne, sfruttamento dei minori, sfollamento forzato delle comunità, e all’applicazione della Risoluzione ONU 1325.
Nel novembre 2015 ha partecipato al Consiglio di Sicurezza dell’ONU, intervenendo sul tema “Donne Pace e Sicurezza”.
Il 26 novembre 2015 lascia il gruppo del PD alla Camera dei Deputati, passando quindi al Gruppo misto; il 22 febbraio 2016 aderisce a Sinistra Italiana, che lascia il 28 febbraio 2017 per aderire al Movimento Democratico e Progressista.

### Attività successive
Dal 2021 è Segretaria Generale dI Fondazione RUT, una fondazione di ricerca che ha come scopo statutario la promozione di studi e ricerche nelle discipline informatiche e umanistiche, attraverso l'analisi e lo studio della lingua ebraica, italiana e delle altre lingue europee e semitiche, volti a favorire la coesione sociale e la cooperazione strategica nell'ambito del dialogo interculturale.
Dal giugno 2018 al luglio 2020 è supervisor del Progetto di Cooperazione “Voz de Mujeres” finanziato dal Ministero degli affari esteri e della cooperazione internazionale e destinato alle donne vittime di violenza e sfollamento forzato presso il municipio di Soacha in Colombia.
Nel marzo 2022 ha svolto il ruolo di osservatrice internazionale alle elezioni presidenziali in Colombia.
Il 18 novembre 2022 le viene conferito, dalla rete nazionale EWMD, il premio "She Made a Difference" per il suo impegno per la partecipazione delle donne ai negoziati di Pace, in particolare in Colombia. 
Dal 2022 è componente dell'Executive Board della Scuola Italiana dei Dottorati in Scienze Religiose.
Dal 2023 è componente dell’Ufficio Giustizia Pace e Integrità del Creato della Congregazione Poveri Servi della Divina Provvidenza - Opera Don Calabria. 
Dal luglio 2023 dirige, per conto di Fondazione Rut,  le unità di ricerca educativa di strada nei territori di Casal di Principe, Napoli e Afragola a contrasto del disagio e della devianza minorile e giovanile.
Dal 1 ottobre 2023 è Responsabile del Progetto “Statt’Accort - Azioni di rete per la promozione del benessere dei giovani nei contesti della vita quotidiana: scuola, servizi sociali e quartieri” finanziato dalla Fondazione Banco di Napoli e condotto da Fondazione Rut.
Dal 2024 è componente del Comitato Scientifico “Premio Bianca Pomeranzi”,  istituito per costruire un'eredità del lavoro e dell'impegno politico di Bianca Pomeranzi, femminista, attivista ed esperta di diritti e politiche a livello internazionale scomparsa il 21 luglio 2023. In particolare, il premio mira a fornire a persone di ogni nazionalità che abbiano completato una laurea magistrale in Scienze per la cooperazione allo sviluppo, l'opportunità di applicare in un'ottica femminista e di genere le conoscenze accademiche acquisite. 
Dal settembre 2024 è responsabile del progetto gestito da Fondazione Rut “Futuri (im)Possibili- diagnosticare il presente e immaginare il futuro con i giovani di Caivano”. 
Dal settembre 2024 è consulente del Consiglio Generale della Congregazione Poveri Servi della Divina Provvidenza - Opera Don Calabria. 
Dal 1 gennaio 2025 è Dirigente Responsabile del Progetti Fondo Ordinario Enti di Ricerca e Progetto di Ricerca Digitale Multilingue per conto della Società Consortile Progetto Traduzione Talmud Babilonese.